# Roger Payne
Pour les articles homonymes, voir Payne.
Roger Searle Payne (né le 29 janvier 1935 et mort le 10 juin 2023) est un biologiste américain  connu pour ses recherches sur le chant des baleines, notamment celui des baleines à bosse. Payne devint plus tard un acteur important de la campagne mondiale visant à mettre un terme à la chasse à la baleine .

## Histoire
Roger Payne est né à New York. Il est diplômé d'arts à l'Université de Harvard et passe son doctorat de philosophie à l'université de Cornell. Il a passé les premières années de sa carrière à étudier l'écholocation chez les chauves-souris (et la manière dont leurs proies les évitent) et la localisation auditive chez les hiboux. Il oriente ensuite ses travaux sur les baleines après avoir vécu une expérience marquante sur la plage de Revere où le corps d'un cétacé échoué avait été souillé. En 1967, en collaboration avec le chercheur Scott McVay, il découvre les arrangements sonores complexes réalisés par les baleines à bosse mâles pendant la période de reproduction.
Payne décrit les chants des baleines comme des "rivières sonores exubérantes et ininterrompues" avec de longs "thèmes" répétés, chaque chanson pouvant durer jusqu'à 30 minutes et être chantée par un groupe entier de baleines. Les chansons varieraient légèrement entre chaque saison de reproduction, avec quelques nouvelles phrases ajoutées et quelques autres abandonnées. Payne a dirigé de nombreuses expéditions sur les océans du monde pour étudier les baleines, leurs migrations, leurs cultures et leurs vocalisations.
Payne a également été le premier à suggérer que les rorquals communs et les rorquals bleus puissent communiquer d'un océan à l'autre grâce au son, une théorie confirmée depuis. [réf. nécessaire]
Certains enregistrements de Payne sont sortis en 1970 sous la forme d'un album intitulé Songs of the Humpback Whale (l'album de ce style le plus vendu de tous les temps), ce qui a contribué à donner un élan au mouvement « Save the Whales » qui cherche à mettre un terme à la chasse commerciale à la baleine, qui à l'époque poussait de nombreuses espèces dangereusement près de l'extinction. La chasse à la baleine commerciale a finalement été interdite par la Commission baleinière internationale en 1986, même si le Japon et l'Islande la pratiquent encore.
En 1975, un deuxième album sort et en 1987, Payne collabore avec le musicien Paul Winter afin d'intégrer des chants de baleine à d'autres compositions musicales.
Les enregistrements de baleines de Frank Watlington (commentés par Roger Payne) ont été publiés sur Flexi disc dans le magazine National Geographic de janvier 1979,. Ce disque, pressé à 10,5 millions d'exemplaires, est devenu le disque le plus pressé de tous les temps,.
En plus des enregistrements de baleines, Payne a également publié des livres et travaillé avec des équipes de tournage sur de nombreuses productions télévisées et sur le film IMAX Whales: An Unforgettable Journey .
En 1971, Payne fonde l'Ocean Alliance, une organisation œuvrant pour la conservation des baleines et des océans, basée à Gloucester (Massachusetts). Il dirige d'ailleurs toujours l'organisation. Il a également été professeur assistant de biologie à la Rockefeller University et, parallèlement, chercheur en zoologie à l'Institut de recherche sur le comportement animal, dirigé par la même université et la New York Zoological Society.
De 1960 à 1985, Roger Payne a été marié à la célèbre zoologue Katharine Payne, qui a mené des recherches similaires sur les vocalisations des éléphants et des baleines à bosse.

## Influence culturelle
- La chanteuse Judy Collins a sorti son album à succès Whales and Nightingales en 1970, qui contenait certains des enregistrements de Roger sur les baleines sur le titre "Farewell to Tarwathie"[11].
- Également en 1970, le compositeur Alan Hovhaness a composé And God Created Great Whales, dont la partition appelle à des extraits d'enregistrements de Payne.
- En 1977, les premiers enregistrements de Roger Payne sur les baleines à bosse ont été inclus dans le Voyager Golden Record transporté à bord des sondes spatiales du programme Voyager, les premiers artefacts humains à quitter notre système solaire .
- Le premier album de la chanteuse Kate Bush, The Kick Inside de 1978, contient une partie de "Slowed-down solo whale" (de Songs of the Humpback Whale ), introduite dans le titre d'ouverture "Moving".
- Dans Star Trek IV: The Voyage Home (1986), l'intrigue repose sur la réception de chants de baleines envoyés par une sonde extraterrestre, les chants provenant des enregistrements de Payne.
- En 2010, le groupe Glass Wave a inclus les enregistrements de baleines de Payne dans le premier morceau ("Balena") et le dernier morceau ("Moby Dick") de leur album.

## Travaux
- Producteur, Songs of The Humpback Whale, album de 1970.
- Producteur, Deep Voices, album de 1975 composé de plusieurs chants de baleines à bosse, ainsi que de rorquals bleus et communs.
- Coproducteur, Whales Alive, album de 1987 avec les musiciens Paul Winter et Paul Halley.
- Intervenant, In the Company of Whales, documentaire télévisé de 1991 pour Discovery Channel.
- Auteur, Among Whales, livre sorti en 1995.
- Intervenant, Finite Oceans, documentaire télévisé de 1995.
- Co-scénariste / co-réalisateur, Whales: An Unforgettable Journey, un film IMAX de 1997.